# Сидоршор
Сидоршор — деревня в Кудымкарском районе Пермского края. Входила в состав Ленинского сельского поселения. Располагается у автодороги А153 южнее от города Кудымкара. Расстояние до районного центра составляет 23 км. По данным Всероссийской переписи населения 2010 года, в деревне проживало 182 человека (79 мужчин и 103 женщины).

## История
По данным на 1 июля 1963 года, в деревне проживало 84 человека. Населённый пункт входил в состав Верх-Юсьвинского сельсовета.